# Élections européennes de 2014 en Grèce
Les élections européennes de 2014 ont eu lieu entre le 22 et le 25 mai selon les pays, et le dimanche 25 mai 2014 en Grèce. Ces élections étaient les premières depuis l'entrée en vigueur du traité de Lisbonne qui a renforcé les pouvoirs du Parlement européen et modifié la répartition des sièges entre les différents États-membres. Ainsi, les Grecs n'ont pas élu 22 députés européens comme en 2009, mais 21 seulement.

## Contexte
Le paysage politique grec a particulièrement été bouleversé depuis les dernières élections européennes dans le contexte de la crise de la dette publique. En 2009, le Mouvement socialiste panhellénique (PASOK), dont le premier ministre Loukás Papadímos était membre, était arrivé en tête du scrutin, mais a connu un double revers lors des élections législatives de mai et de juin 2012. Enfin, les sondages lui attribuent un score six fois inférieur à celui de 2009. À la faveur de l'effondrement du PASOK, la SYRIZA d'Aléxis Tsípras s'est imposée comme la principale force de gauche, tenant par ailleurs un discours bien plus hostile aux politiques d'austérité et aux exigences de la troïka (Commission européenne, BCE, FMI).
Trois nouveaux partis ont également fait leur apparition sur la scène politique hellénique :
- les Grecs indépendants, issue d'une scission des plus à droite de la Nouvelle démocratie[2] ;
- la Gauche démocrate, formée par des modérés de la SYRIZA ;
- l'Aube dorée, qui a déclenché de nombreux scandales à l'automne 2013, notamment à la suite de l'arrestation et de la mise en prison de certains de ses députés, accusés d'être impliqués dans l’assassinat du rappeur antifasciste Pávlos Fýssas[3].

Enfin, ces dernières élections ont vu la relégation dans les confins des intentions de vote, de l'Alerte populaire orthodoxe et des Verts écologistes.

## Mode de scrutin
Les eurodéputés grecs sont élus au suffrage universel direct par l'ensemble des citoyens de l’UE inscrits sur les listes électorales grecques et âgés de plus de 18 ans.
Les sièges sont répartis proportionnellement entre les listes ayant dépassé les 3 % des suffrages exprimés selon la méthode de Droop.

## Campagne

### Partis et candidats
43 partis et coalitions ont vu leur candidature validée par la Cour de cassation le 11 mai, le numéro d'ordre leur étant attribué en fonction de la date de dépôt (les partis indiqués en gras ont eu des eurodéputés dans la législature sortante) :
| #  | Parti(s) | Parti(s) | Abréviation                       | Tête de liste | Parti européen | Résultat de juin 2012     |
| -- | -------- | --- | --------------------------------- | --- | -------------- | ------------------------- |
| 1  |          | Union des centristes | E.K.                              | Vasilis Leventis (en)                                                                                                  | PDE            | 0,28 %                    |
| 2  |          | Front de la Gauche anticapitaliste | ANT.AR.SY.A                       | [ 6 ] |                | 0,33 %                    |
| 3  |          | Organisation des communistes internationalistes de Grèce (en) | O.K.D.E.                          | |                | 0,03 % (mai)              |
| 4  |          | Parti socialiste combattant de Grèce | A.S.K.E.                          | |                | 0,11 % (européennes 2009) |
| 5  |          | Association Unité nationale (en) | S.E.E.                            | Christos Christidis |                | 0,61 % (mai)              |
| 6  |          | Société - Parti des successeurs de Kapodistria (en) | KINONIA                           | Mihaïl Iliadis |                | 0,29 %                    |
| 7  |          | Mouvement de résistance nationale | K.E.AN.                           | Ippokratis Savvouras (el)                                                                                              |                | 0,001 %                   |
| 8  |          | Parti de l'amitié, de l'égalité et de la paix | K.I.E.F.                          | Ali Tsaous Mustafa |                | pas de candidat           |
| 9  |          | Alerte populaire orthodoxe | LA.O.S.                           | Georgios Karatzaferis (en)                                                                                             | MELD           | 1,58 %                    |
| 10 |          | Parti des chasseurs grecs (en) | K.E.K.                            | Giorgos Tsanganélias                                                                                                   |                | 1,27 % (européennes 2009) |
| 11 |          | Aube nationale |                                   | Michalis Giannogonas                                                                                                   |                | pas de candidat           |
| 12 |          | Parti communiste de Grèce | K.K.E.                            | Dimítris Koutsoúmbas                                                                                                   | Initiative     | 4,50 %                    |
| 13 |          | La Rivière | POTAMI                            | Stávros Theodorákis |                | pas de candidat           |
| 14 |          | Nouvelle gauche, nouvelle droite, nouveau PASOK, nouveau ND, non à la guerre, parti des affaires, donner la terre, donner la dette, sauver les vies, sauver la richesse des grecs, mouvement ouvrier de tous les travailleurs de Grèce | PA-E.K.E.                         | Miltiadis Tsalazidis                                                                                                   |                | 0,00 %                    |
| 15 |          | Aube dorée | X.A.                              | Nikólaos Michaloliákos                                                                                                 |                | 6,92 %                    |
| 16 |          | Ponts (el) (alliance de Drassi et Recréer la Grèce) | DRASSI D.X.                       | Théodoros Skilakákis Thanos Tziméros (el)                                                                              | ALDE           | 1,59 %                    |
| 17 |          | Parti révolutionnaire des travailleurs (en) | E.E.K.                            | Savas Matsas (en) |                | 0,10 % (mai)              |
| 18 |          | Unions populaires des groupes sociaux bipartisans (en) | L.E.F.K.O.                        | Kostas Dalios |                | 0,20 % (européennes 2009) |
| 19 |          | Grecs écologistes (en) |                                   | Dimosthenis Vergis |                | 0,001 % (mai)             |
| 20 |          | Front populaire uni (en) | E.PA.M.                           | Dimitris Kazakis |                | 0,92 % (mai)              |
| 21 |          | Organisation pour la reconstruction du Parti communiste de Grèce (en) | O.A.K.K.E.                        | Ilias Zafiropoulos, D. Gournas & E. Konstantopoulou                                                                    |                | 0,04 % (mai)              |
| 22 |          | Liberté |                                   | Marios Papaïoannou |                | pas de candidat           |
| 23 |          | Gauche démocrate - Coalition progressiste | DIM.AR.                           | Fótis Kouvélis |                | 6,25 %                    |
| 24 |          | Front national (en) |                                   | Emmanouil Konstas |                | pas de candidat           |
| 25 |          | L'Olivier, coalition de: - Mouvement socialiste panhellénique - Accord pour la nouvelle Grèce (en) - Grèce dynamique (en) - Gauche réformiste - Nouveaux réformistes - État 2012 - 2e Initiative                                       | ELIA                              | , Evángelos Venizélos Andréas Lovérdos Manos Epitropakis Nikos Bistis Ioannis Raptis Ioannis Toundas Nikos Diakoulakis | PSE            | 12,28 %                   |
| 26 |          | Verts - Solidarité, développement, écologie |                                   | Nikos Chryssogelos (en), Maria Piniou-Kalli                                                                            | PVE            | pas de candidat           |
| 27 |          | Parti communiste marxiste-léniniste de Grèce (en) | M-L KKE                           | Antonis Papadopoulos, Pétros Koufovassilis                                                                             |                | 0,12 %                    |
| 28 |          | Nouvelle Démocratie | ND                                | Antónis Samarás | PPE            | 29,66 %                   |
| 29 |          | Kollatos, mouvement politique indépendant écologique grec |                                   | Dimítris Kollátos |                | pas de candidat           |
| 30 |          | Espoir de la Nation | E.P.                              | Dimitris Antoniou |                | pas de candidat           |
| 31 |          | Parti Panathinaïkos (en) |                                   | Théodoros Maragoudakis                                                                                                 |                | 0,20 %                    |
| 32 |          | Drachme 5 Étoiles (en) |                                   | Theódoros Katsanévas                                                                                                   |                | pas de candidat           |
| 33 |          | Verts écologistes et Parti pirate | O.P. K.P.E.                       | [ 6 ] | PVE et PPUE    | 0,88 % 0,23 %             |
| 34 |          | Alliance libre européenne - Arc-en-ciel | E.E.S.-O.T.                       | Stavros Anastasiadis                                                                                                   | ALE            | 0,09 % (européennes 2009) |
| 35 |          | Union pour la patrie et le peuple (en), coalition avec : - NEA MERA (en) - Parti chrétien-démocrate (en) - Réseau du Réveil patriotique                                                                                                | E.P.L. NEA ME.R.A. XRI.K.E P.D.A. | Vyron Polydoras (en) Chrístos Zóis Níkos Nikolópoulos Panagiotis Psomiadis (el)                                        |                | pas de candidat           |
| 36 |          | Plan B (el) |                                   | Tassos Stavropoulos |                | pas de candidat           |
| 37 |          | Parti socialiste | S.K.                              | Stefanos Tzoumakas (el)                                                                                                |                | pas de candidat           |
| 38 |          | Citoyens européens grecs (en) | E.E.P.                            | Jorgo Chatzimarkakis                                                                                                   | ALDE           | pas de candidat           |
| 39 |          | Coalition de la gauche radicale | SY.RIZ.A.                         | Aléxis Tsípras | PGE            | 26,89 %                   |
| 40 |          | Société des échanges (el) | K.A.                              | Dimitris Bourandas |                | pas de candidat           |
| 41 |          | Parti paysan rural grec | A.K.K.EL.                         | Vakis Tsiombanidis |                | pas de candidat           |
| 42 |          | Union patriotique | EL.LA.S.                          | Anastasios Kotsialos, Odysséas Tiligadas, Konstantinos Guékas                                                          |                | pas de candidat           |
| 43 |          | Grecs indépendants | AN.EL.                            | Pános Kamménos | ACRE           | 7,51 %                    |

Trois autres partis ont vu leur inscription invalidée par la Cour de cassation, pour des raisons diverses :
- le Parti des Jeunes de Kyriakos Topsoglou ;
- la Nouvelle Grèce d'Ilias Markopoulos ;
- l'Espoir national (en) de Georgios Papadopoulos.

### Sondages
| Institut                | Date                  | ND   | SYRIZA | ELIA | AN.EL. | X.A. | DIM.AR. | K.K.E. | POTAMI | O.P. | LA.O.S. | Autres |
| ----------------------- | --------------------- | ---- | ------ | ---- | ------ | ---- | ------- | ------ | ------ | ---- | ------- | ------ |
| Kapa Research           | 18 mai 2014           | 22,7 | 27,4   | 6,4  | 4      | 8,7  | 1,4     | 6,4    | 8,1    | -    | -       | 7,3    |
| Palmos Analysis         | 15 mai 2014           | 20,3 | 25,3   | 4,9  | 3,6    | 5,7  | 2,6     | 4,6    | 5,4    | 0,9  | 1,0     | 12,6   |
| Alco                    | 10-14 mai 2014        | 22   | 23,4   | 5,1  | 4,6    | 7,3  | 2,4     | 5      | 7,2    | 1,0  | 1,0     | 9,6    |
| Pulse RC                | 2-7 mai 2014          | 23,5 | 25,5   | 8,0  | 4,5    | 10,5 | 3,5     | 7,5    | 8,0    | 2,0  | 1,0     | 6,0    |
| Palmos Analysis         | 2 mai 2014            | 24,9 | 29,6   | 5,5  | 3,4    | 9,2  | 2,6     | 4,7    | 9,4    | 1,1  | 2,1     | 7,5    |
| Alco                    | 27 avril 2014         | 27,1 | 27,8   | 5,9  | 4,2    | 8,8  | 2,7     | 6,3    | 9,0    | -    | -       | 8,2    |
| Kapa Research           | 6 avril 2014          | 25,8 | 26,7   | 5,7  | 5,0    | 9,6  | 2,1     | 7,7    | 10,5   | -    | -       | 6,9    |
| University of Macedonia | 3-4 avril 2014        | 23,5 | 26,0   | 6,0  | 3,5    | 9,0  | 2,5     | 9,0    | 10,5   | -    | -       | 10,0   |
| VPRC                    | 1-2 avril 2014        | 25,0 | 27,5   | 5,0  | 6,0    | 11,0 | 2,5     | 7,0    | 7,5    | -    | -       | 8,5    |
| Marc                    | 27-30 mars 2014       | 24,6 | 27,3   | 5,4  | 5,3    | 9,5  | 3,9     | 6,5    | 8,0    | 1,8  | 1,9     | 5,8    |
| Alco                    | 24-27 mars 2014       | 25,1 | 24,5   | 6,4  | 5,2    | 9,5  | 3,2     | 9      | 10,9   | -    | -       | 6,2    |
| Palmos Analysis         | 22-27 mars 2014       | 22,6 | 22,7   | 5,6  | 4,7    | 10,0 | 2,8     | 7,5    | 14,5   | 1,9  | 1,9     | 5,8    |
| Public Issue            | 10-12 mars 2014       | 26,3 | 26,3   | 5,9  | 4,2    | 7,6  | 2,5     | 8,5    | 11,9   | -    | -       | 6,8    |
| E-Voice                 | 7–10 mars 2014        | 21   | 22,4   | 8,3  | 4,7    | 8    | 2,2     | 7      | 9,3    | -    | -       | 17,1   |
| Université de Macédoine | 4–10 mars 2014        | 17,1 | 23,4   | 5,7  | 1,9    | 11,4 | 2,5     | 10,1   | 16,5   | -    | -       | 11,4   |
| Alco                    | février 2014          | 26,3 | 27,5   | 5    | 5,3    | 9,1  | 3,7     | 6,8    | 7,5    | 2    | -       | 6,8    |
| Palmos Analysis         | 24 fév. 1er mars 2014 | 24,8 | 30,7   | 5,4  | 3,7    | 17,0 | 1,9     | 5,2    | -      | -    | -       | 3,7    |
| Metron Analysis         | 24-26 février 2014    | 27,7 | 29,7   | 6,9  | 5,7    | 9,6  | 4,6     | 8,2    | -      | -    | -       | 7,6    |
| Alco                    | 5-11 février 2014     | 28,9 | 30,2   | 5,0  | 5,9    | 9,1  | 3,6     | 8,0    | -      | -    | -       | 10,4   |
| GPO                     | 6-7 février 2014      | 25,4 | 27,8   | 7,1  | 6,0    | 9,3  | 4,7     | 9,3    | -      | -    | -       | 10,4   |
| Metrisi                 | 4-5 février 2014      | 29,3 | 30,4   | 6,1  | 5,8    | 11,9 | 4,8     | 6,7    | -      | -    | -       | 5,1    |
| Marc Poll               | 5 février 2014        | 24,9 | 30,9   | 5,7  | 4,4    | 12,4 | 4,3     | 7,3    | -      | -    | -       | 10,1   |
| MRB                     | 2-11 décembre 2013    | 27,3 | 28,9   | 6,4  | 7,2    | 11,9 | 4,2     | 6,7    | -      | -    | -       | 7,3    |
| GPO                     | 28-30 novembre 2013   | 25,6 | 26,7   | 7,2  | 7,2    | 10,7 | 4,8     | 7,7    | -      | -    | -       | 10     |

## Résultats

### Répartition
|                | Voix      | %      |
| -------------- | --------- | ------ |
| Inscrits       | 9 907 995 | 100,00 |
| Votants        | 5 942 196 | 59,97  |
| Blancs et nuls | 225 724   | 3,80   |
| Exprimés       | 5 716 472 | 96,20  |

| ← Élections au Parlement européen de 2014 |                                               |           |       |         |        |        |              |              |
| Parti politique ou coalition              | Parti politique ou coalition                  | Voix      | Voix  | Voix    | Sièges | Sièges | Groupe au PE | Groupe au PE |
| Parti politique ou coalition              | Parti politique ou coalition                  | #         | %     | +/-     | #      | +/-    | Groupe au PE | Groupe au PE |
|                                           | Coalition de la gauche radicale               | 1 518 608 | 26,57 | + 21,87 | 6      | + 5    | GUE/NGL      |              |
|                                           | Nouvelle Démocratie                           | 1 298 713 | 22,72 | - 9,57  | 5      | - 3    | PPE          |              |
|                                           | Aube dorée                                    | 536 910   | 9,39  | N/A     | 3      | N/A    | Non-inscrits |              |
|                                           | L'Olivier                                     | 458 403   | 8,02  | - 28,62 | 2      | - 6    | S&D          |              |
|                                           | La Rivière                                    | 377 438   | 6,60  | N/A     | 2      | N/A    | S&D          |              |
|                                           | Parti communiste de Grèce                     | 349 255   | 6,11  | - 2,24  | 2      | =      | Non-inscrits |              |
|                                           | Grecs indépendants                            | 197 701   | 3,46  | N/A     | 1      | N/A    | CRE          |              |
|                                           | Alerte populaire orthodoxe                    | 154 027   | 2,69  | - 4,46  | 0      | - 1    |              |              |
|                                           | Citoyens européens grecs                      | 82 350    | 1,44  | N/A     | 0      | N/A    |              |              |
|                                           | Gauche démocrate                              | 68 873    | 1,20  | N/A     | 0      | N/A    |              |              |
|                                           | Union pour la patrie et le peuple             | 59 341    | 1,04  | N/A     | 0      | N/A    |              |              |
|                                           | Parti des chasseurs grecs                     | 57 014    | 1,00  | - 0,26  | 0      | =      |              |              |
|                                           | Ponts                                         | 51 749    | 0,91  | N/A     | 0      | N/A    |              |              |
|                                           | Verts écologistes - Parti pirate              | 51 673    | 0,90  | - 2,59  | 0      | - 1    |              |              |
|                                           | Front populaire uni                           | 57 014    | 0,86  | N/A     | 0      | N/A    |              |              |
|                                           | Parti de l'amitié, de l'égalité et de la paix | 42 627    | 0,75  | N/A     | 0      | N/A    |              |              |
|                                           | Parti Panathinaïkos                           | 42 230    | 0,74  | N/A     | 0      | N/A    |              |              |
|                                           | Front de la gauche anticapitaliste            | 41 307    | 0,72  | N/A     | 0      | N/A    |              |              |
|                                           | Union des centristes                          | 38 879    | 0,65  | N/A     | 0      | N/A    |              |              |
|                                           | Autres                                        | 241 998   | 4,22  |         |        |        |              |              |

### Analyse
Avec une participation de 59,96 %, les Grecs se sont davantage rendus aux urnes que la moyenne des électeurs européens, mais également davantage qu'en 2009 (52,63 %).
Comme lors des élections législatives de mai et juin 2012, SYRIZA et la Nouvelle Démocratie étaient en compétition pour la première place. Mais contrairement à 2012, SYRIZA a remporté ces élections avec près de quatre points d'avance sur la ND. La Grèce est donc le seul pays ayant placé un parti de la gauche radicale à la première place de ce scrutin.
Comme les sondages le prédisaient depuis des mois, les néo-nazis de l'Aube dorée ont terminé en troisième place de ce scrutin, mais ces mêmes sondages avaient d'une part sur-estimé le score du nouveau parti pro-européen La Rivière, et sous-estimé celui de L'Olivier, coalition menée par le PASOK, parti qui a néanmoins perdu plus de 28 points par rapport à 2009. Enfin, une grande surprise de ces élections a été le score extrêmement faible de la Gauche démocrate, qui avec à peine plus de 1 % des suffrages exprimés, a échoué à entrer au Parlement européen.
Alors que les élus de La Rivière ont rejoint l'Alliance progressiste des socialistes et démocrates au Parlement européen où siègent également les élus de L'Olivier, et que le député des Grecs indépendants a rejoint les Conservateurs et réformistes européens, les élus du Parti communiste de Grèce ont quitté la Gauche unitaire européenne/Gauche verte nordique, jugée comme trop favorable à la construction européenne, pour siéger parmi les Non-inscrits, comme les élus de l'Aube dorée.